# ARK: Survival Evolved
『ARK: Survival Evolved』（アーク: サバイバル エボルブド）は、恐竜をはじめとする古生物の生息する世界を舞台とした、オープンワールド恐竜サバイバルアクションゲーム。サバイバーを操作して道具や生活拠点を製作しながら冒険・生活を送る。シングルプレイモードと様々なオンラインサーバーによるマルチモードがある。
2015年よりSteam早期アクセスが開始され、2017年にスパイク・チュンソフトよりPlayStation 4ソフトとして発売され、Android、iOS、Nintendo Switch向けのバージョンが2018年に発売された。
The Game Awards 2020で『ARK: Survival Evolved』の続編となる『ARK2』の発売が発表された。2025年4月現在まだリリースはされていない。

## 概要
恐竜や古代生物が生息する大自然のオープンワールドで、自由にサバイバル生活を送ることが出来る。本作ではプレイヤーを「サバイバー」と呼び、ゲームの視点はサバイバーの一人称視点が基本だが、三人称視点に切り替えることもできる。
ゲームを開始すると、サバイバーは何も持っておらず、服も身に着けていない状態でスタートする。オフラインプレイではマップ内に人間はサバイバー一人しかおらず、サバイバーは生き残るため、マップを探索して石やわら・繊維・皮・木材などの資源を集め、衣服・住居・武器などを全て自分でクラフトする必要がある。クラフトできるアイテムは「エングラム」と呼ばれるスキルで身に着ける。レベルアップ時に付与されるエングラムポイントを消費してエングラムを解放することで、クラフトできるアイテムが増えていく。最初は石の斧やたき火など原始的な物しか作れないが、レベルが上がるにつれて銃器や近代的な施設も作れるようになる。
サバイバーには空腹度やのどの渇きが設定されており、行動していると空腹になったり喉が渇くので、水や食料を摂取する必要がある。水は、水辺で飲むか水筒などをクラフトして持ち歩く。食料は、草むらから入手できるベリー類、恐竜や動物を狩って入手する肉、魚を獲って入手する魚肉などがある。ただし、肉と魚肉はたき火などで焼いて食べる必要がある。また、食料には消費期限があり、時間が経つと腐敗して食べられなくなってしまう。また、暑さや寒さの体感のパラメータも設定されており、ジャングルなどでは暑く、雪山などでは寒く感じる。これを放置しておくと、高熱や低体温症になって空腹やのどの渇きが加速するため、暑い場所では放熱性のある装備を、寒い場所では防寒性のある装備を作成して、身に着ける必要がある。
マップに生息している恐竜や動物の多くは、飼いならすことができる。本作では動物を飼いならすことを「テイム」と呼び、テイムした生物は探索や戦闘のお供にしたり、騎乗して移動手段にすることができる。テイムした恐竜にもレベルが存在し、サバイバーと共に行動して経験値を積むことでレベルアップし、強くしていくことができる。ただ、マップに生息している「アルファ恐竜」と呼ばれる個体(赤いオーラを纏っており、通常の個体より体が大きく凶暴)は、テイムすることはできない。
サバイバーが死亡すると、その時の所持品と身に着けていた装備品を全てその場に落としてしまい、何も持っていない状態でリスポーンする。この場合、死亡した場所に戻れば落としたアイテムを取り戻すことが出来るが、一定時間が経過するとそのアイテムは消滅してしまう。また、本作でのファストトラベルは、クラフトで作成するベッドを利用して行う。ファストトラベルする際は、目の前のベッドから別の場所に置かれているベッドの所に移動することになる。そのため、ゲーム開始時点ではファストトラベルは利用できず、探索を進めながらベッドをクラフトしてマップに設置していくことで、初めて可能になる。ただし、ファストトラベルの際も、その時の所持品と装備品をファストトラベル前の地点に落としてしまうため、失いたくないアイテムなどは収納ボックスなどに入れておく必要がある。

## マップ
ARK: Survival Evolvedには2023年現在、ストーリーマップ6種類、カスタムマップ6種類、全12種類のマップが実装されている。
アイランド（The Island）
本作で最も基本となる、初心者向けのマップ。南国の島をイメージしており、南部に海岸や広大なジャングル、中央部には森林や高山地帯、北部には雪山が広がる。北部に行くほど資源が豊富に取れるが、危険生物も多くなる。
モバイル版では2023年11月現在、このマップのみ実装されている。
スコーチドアース（Scorched Earth）
砂漠がメインのマップ。川などの水源が少ないうえに水分の消費量が2～3倍高くなる為、飲み水の確保が難しい。ロックエレメンタルやカマキリ、デスワームなど、砂漠特有の生物が多く生息している。また、悪天候が多く、砂嵐などこのマップ特有の気象もある。
センター（Center）
大きな浮遊島を中心に、島が点在してるマップ。周りに点在する島は火山、ジャングル、森林などバラエティに富んでいる。生息する生物はアイランドと同じ。
アベレーション（Aberration）
広大な地下世界のマップ。日光が十分に届かず、樹木より巨大なキノコや毒キノコが点在している。ハザードスーツや光源などで対策しないと半分以上のエリアに侵入できないため、難易度は高め。生物は飛行生物がおらず、体に発光器官を備えた生物が生息している。
エクスティンクション（Extinction）
地球の自転が止まり、エレメントにより汚染され、大部分が荒廃してしまった地球を舞台としたマップ。汚染された恐竜が出現し、近付いただけで敵対し金属やTEK建造物も破壊されるため、安全な場所はない。（ARKのストーリー上で、重要なカギとなるマップである。）
ラグナロク（Ragnarok）
アイランドと同じく孤島のマップ、ただし、広さはアイランドの2倍以上あり、生物はアイランド・センター・スコーチドアースのものに加え、グリフォンやアイスワイバーンなどの独自の生物が生息している。また、資源が豊富で、アイランドで入手し難かった資源も集めやすくなっている。
バルゲロ（Valguero）
アイランド、スコーチドアース、アベレーションの良いところを組み合わせようなマップ。生物はアイランド・センター・スコーチドアースのものに加え、このマップにしかいない「ディノニクス」が生息している。
クリスタルアイルズ（Crystal Isles）
アイランドと同じく孤島のマップ。ARKの中でも特に広大なマップの一つで、美しい風景が広がっている。クリスタルワイバーン、トロペオグナトゥスといった固有の生物が生息しているが、出現する生物のレベルが高い。
ジェネシス1（Genesis: Part 1）
「月面」「深海」「火山」「雪山」「沼地」の5つのエリアに分かれたマップで、「ジェネシスシミュレーション」という大きなシミュレーションの中でのサバイバルである。各エリアは完全に分かれていて、エリア間の行き来はプレイヤーの周りを飛んでいるアシストロボのHLN-Aでテレポートする必要があり、徒歩など通常の方法での行き来は不可能。「ヘキサゴン」という通貨が存在する。
ジェネシス2（Genesis: Part 2）
「ジェネシスシップ」という大きな宇宙船内のマップで、東西で出現生物や生態系が分かれており、東西を分ける中心部に宇宙空間が広がるマップ。中央部の宇宙空間は、時間帯によって地形が変化する。東エリアは比較的安全で、西エリアは危険性物が多い。だが、最初から作中最強クラスの能力を持ったTEK装備（連邦制スーツ）（具体的に水中で無限呼吸、落下ダメージ無効、空を飛べるものすごい速さで走れる、ためパンチで移動や攻撃や採取ができる、生物の位置がわかるなど)を着た状態からスタートできる。（脱いだり他の装備に変えることも可）他にも採取効率ナンバー1のTEKストライダー、作中最強クラスのシャドウメインなど幅広い生物が生息しており、また、東エリアと西エリアをつなぐ宇宙エリアには毎日代わる代わる採取できるエリア(エレメントや金属など)もあり報酬の美味しい(高品質の武器や恐竜につけるサドルなど)ミッション初心者が1番最初に始めるマップとしておすすめだ。
ロストアイランド（Lost Island)
森林や雪山、沼地と、アイランドと似たロケーションが多いマップ。生物はアイランドと同じもののほか、新生物が3種類生息している。
フィヨルド（fjordur）
名前の通り氷河におおわれたエリアを中心としたマップ。全体的に北欧神話を意識したつくりで神話に基づいたエリアが存在し、テレポートで移動できる。

## 探検家・過去のサバイバー
マップ内には、いたるところにかつてこの地にいたサバイバーの記録が存在する。記録を発見することで10分間経験値2倍のブーストを得られるほか、作品の世界観を知る上での重要な手がかりを知ることができる。また、各恐竜についての調査書も存在する。
探索者はマップごとに数人あり、いくつかのMAPにわたって旅をする探索者も存在し、探索者によって、箱のデザインが決まっており、筆跡や言語なども違う。
ヘレナ・ウォーカー（Helena Walker）
オーストラリア出身の現代人、2008年生まれの生物学者の女性。現在、ほぼすべてのDLCマップを通して記録のある人物で、生物の調査書はすべて彼女が書いたもの。この作品の看板とも言うべき人物。
エドモンド・ロックウェル卿 （Sir Edmund Rockwell）
19世紀ごろのロンドンの科学者と思われる男性。典型的な学者で、世は科学の発展の時代であったため、エレメントを発見し、新しい元素を発見したことに歓喜して「エドモンジウム」と自分の名前を入れて名付け、研究へのめり込んでいく。
メイ・イン・リー（Mei-Yin Li）
黄巾の乱のころの中国の女戦士として活躍していた女性。サバイバーの中で飛び抜けた強さを持つが、一方で人との縁に恵まれず、独立したまま恐竜に囲まれビーストクイーンと呼ばれるようになっていく。
ガイウス・マルケルス・ネルヴァ （Gaius Marcellus Nerva）
ローマ時代の百人隊長。統率力があり、彼の記録は主にトライブや戦争についてのものが多い。
ジョン・ダケイヤ（John Dahkeya）
おそらく19世紀のネイティブアメリカ人。ギャングの親玉を経て法執行官となった人物。
ライア （Raia）
古代エジプト文明の女性神官。調査書はヒエログリフで書かれている。
ダイアナ・アルトラス （Diana Altaras）
未来人で、地球連合共和国軍のパイロット。オベリスクをハッキングしようとするなど、ARKシステムを理解しているもよう。
大学院生
ラスティ・スタフォード、エミリア・ミューラー、ボリス、トレント、イマム、スカイの６人が存在する。調査書は卒業日誌のスタイルとなっている。
サンティアゴ （Santiago）
ダイアナと同年代の出身で、ダイアナから見てもと敵陣営の天才的ハッカー。オリジナルのサンティアゴはエレメント資源をめぐる戦争で戦死しており、ストーリー中で登場するサンティアゴはクローンである。
2代目のクローン・サンティアゴ2.0は、ジェネシスシップの総監督でもあった。3代目のクローンはエクスティンクションで登場し、タイタンとMEKの一騎打ちの末戦死した。
どちらも記憶が改造されていて、過去にあった偉業や死亡したことを忘れている。
ジェネシス2のエンディングで、4代目のクローンと思われる人物が登場している。
待つ者(The One Who Waits)
サバイバーに対して間接的に語りかけてくる形式の調査書で物語の核心に迫る記録を残して、サバイバーへのアドバイスを残している。「待つ者」と表示されているのはエクスティンクションのみで、それ以外のマップでは「？？？」と表示されている。
HLN-A
ジェネシス1・2に登場する円盤型のアシスタントロボット。サバイバーに初めから付き添い、基本的なことを教えてくれるほか、他マップでの調査書のようなものを解析して伝えたり、ジェネシス1のバイオーム間をテレポートしたりと、ジェネシスの環境では必須の機能を備える。この世界の通貨に近いヘキサゴン（Hexagon）を消費してアイテムを実体化させ、買うことも可能。
ジェネシス2の終盤、船のシステム中枢まで干渉していたロックウェルにとどめを刺すためにサバイバーをExo-MEKに乗せて逃がし、ロックウェルとともに自爆した。
ニダ （Nida）
ジェネシス：パート2で登場する人物。コロニーを管理するクルーで、土壌科学者にして居住区域の環境維持を担当している女性。
ガブリエル （Gabriel）
ジェネシス：パート2で登場する人物。カリフォルニアで採掘業を営んでいた男性だが、ジェネシスシミュレーション開発者によってローマ帝国時代のオカルト信仰者の記憶も付随されており、精神的に不安定。

## ボス生物
ARKには、各マップごとに異なるボスが存在する。ボスと戦うにはオベリスクでアーティファクトおよび必要な素材を使用して召喚させるほか、一定のミッションを達成する、あるいはダンジョンの敵をすべて倒す必要がある。特定のボスは、倒すことでレベル上限が上がる「アセンションボス」となっている（この項目では■印）。討伐するとエレメント、ボスが描かれた旗、ボスのトロフィーがもらえる。
　モバイル版以外では難易度が3レベル存在し、ガンマ、ベータ、アルファの順に難易度が上昇し、恐竜を持ち込める（持ち込みできない生物もあり）。

### アイランド
ブルードマザー（BroodMother）
　巨大な大蜘蛛。毒液やクモの糸による攻撃を行うほか、部下のアラネオモーフス（蜘蛛）を呼んでくる。センター、フィヨルド、モバイルでも戦える。
　メガピテクス（Megapithecus）
　巨大なゴリラ。投石攻撃を行い、メソピテクスとギガントピテクスを呼んでくる。戦う場所の気温がとても低いほか、落下死のリスクもある。
　センター、バルゲロ、フィヨルドでも戦える。
　ドラゴン（Dragon）
　プテラノドン、ディモルフォドンを呼び出す。強力なメテオ攻撃や火炎放射などを行ってくる。気温は熱く、マグマも流れているため注意が必要だ。ラグナロク、バルゲロ、フィヨルドでも戦える。
　TEK洞窟（TEK Cave）・監視者■（Overseer）
　上3種のボスのハンティングトロフィー(ボスを倒したときの報酬)を捧げてTEK洞窟に挑むことができる。TEK洞窟では持ち込める生物の制限が厳しい(上限50匹、門が開いてから10分以内に入れないといけない)ほか、溶岩など即死ギミック、高レベルかつ強力な恐竜が多数存在する。TEK洞窟を抜けると監視者との戦闘になる。
　監視者はインプラントを模した形の無機物で、アイランドのボス3種を模した形態をとることがある。

### スコーチドアース
マンティコア（Manticore）
　空を飛ぶことができ、毒針を多用した攻撃を多く使用してくるが、HPはやや低め。部下にデスワーム、ロックエレメンタルがおり、最初からデスワームはいるがボスのHPが削られるとロックエレメンタルを召喚。ラグナロク、バルゲロでも戦える。

### アベレーション
ロックウェル■（Rockwell）
　エレメント(エドモンジウム)を体内に摂取した結果、怪物のような見た目になったロックウェル。触手や毒液による攻撃を多用する。最初は無敵だが周りの触手が何本か生えているのでそれを壊して本体にダメージを与えることができるようになる。しばらくするとまた無敵になるため同じ作業を繰り返すことになる。

### エクスティンクション
タイタン（Titans）
　フォレストタイタン、アイスタイタン、デザートタイタンの3種が存在。倒すとトロフィーが入手できタイタンの王「キング（コロッサル）タイタン（■）」と戦える。キングタイタンのアルファは機械のような見た目になるほか、アルファキングタイタンとの戦闘時のみ特定のアイテムを使ってMEKを合体させて大型化できる。
　キング以外は「汚染部位」を壊すとテイムできる。

### ジェネシス1
ムーダー（Moeder）
　二つ名は「深海の女王」。巨大なデンキウナギで電撃や渦攻撃などを行う。子どものデンキウナギを何体か倒すとダメージを与えられるようになる。　モバイル以外ではARKシリーズ唯一の水中戦。
　汚染された支配者■（Corrupted Master Controller）
　ジェネシスシミュレーションの管理を司るAI。何者かによってプログラムが書き換えられたため、サバイバーを殺そうとしている。何段階かステージがありそれをこなしていくとクリアになる。バーチャル恐竜を呼び出してくるためそれを倒すと鍵を落とすためそれを集めて端末にいれるとステージ移行。

### ジェネシス2
ロックウェル・プライム■（Rockwell Prime）
　マスターコントローラーのシステムを書き換えた張本人かつアベレーションで戦ったロックウェルの成れの果ての姿。ジェネシスシップ西側を制圧している。
　撃破後エンディングに入るが、船内システムをHLN-Aの想定以上に制御していたためジェネシスシップも同時に制御不能となってしまうことが判明する。「ロックウェルを倒すことはジェネシスシップを破壊する以外方法がない」と判断したHLN-Aとともに自爆し、完全に倒された。

### クリスタルアイルズ
クリスタルワイバーンクイーン（Crystal Wyvern Queen）
　クリスタルワイバーン3種の攻撃を使用してくるほか、部下としてクリスタルワイバーンを召喚してくる。

### ロストアイランド
ディノピテクスキング（Dinopithecus King）
　巨大なディノピテクス。引っかき攻撃やグレネード弾を投げてくるほか、部下にディノピテクスやアマルガサウルス、シノマクロプスを従えている。

### ダンジョン
モバイル版のみ、オベリスクから移動でき、テイムした生物は一切持ち込めない。制限時間があり、道中には溶岩やつらら、一定間隔でサバイバーを押しつぶそうとする壁など多数のギミックが存在し、道中で待ち構える恐竜を倒すことで先に進める。ただし戦闘時はサバイバーのステータスが低下したり、特定生物を倒さないと別の生物が出現し続けるなど、全体的な難易度は高い。道中には鍵や宝箱が多く存在し、貴重なアイテムや高品質武器やTEK設計図を取得できる。
　すべての生物を倒すとブルードマザー、メガピテクスのほか、以下のボスに挑める。
　ドードーバイトゥス（Dodobitus）
　巨大なドードー。卵をマシンガンのように飛ばしてくるほか、嘴の攻撃は大ダメージを受ける。
　ベールゼモバス（Beelzemorbus）
　巨大ヒキガエル。舌を利用した攻撃を多用し、当たると気絶値が上昇する。
　アルゲントゥストゥス（Argentustus）
　全身が炎のように燃えているアルゲンタヴィス。攻撃のダメージはそれほどだが、吹き飛ばされて溶岩に落ちるリスクがある。
　オブシディオエクウス（Obsidio Equus）
　大型のカリコテリウム。フィールド内にはビールが満たされており、二日酔い（ステータスが低下する）の状態での戦闘を余儀なくされる。
　キュボゾアマルティス（Cubozoa Multis）
　派手な柄のクラゲだが、1体のHPが0になると新たな個体が2体生まれる。
　ギュラビートル（Gula Beetle）
　巨大なフンコロガシ。顔のダメージがほぼ通らないため、側面からの攻撃が必要。フンを投げるとサバイバーよりフンを優先する。
　ドエディクルス・ヴァスタス（Doedicurus Vastus）
　全身が鉄のような装甲と化したドエディクルス。尻尾を利用した攻撃はかなり強力。
　ノクティス（Noctis）
　炎のような鬣と角を持ったユニコーンのような生物で、野生状態ではダメージが入らない。上記のボスの代わりにごくまれに出現し、テイムできる。テイム後はエクウス、ユニコーンのように操作できるほか、火球を飛ばすことができる。

## 用語
サバイバー
プレイヤー、および調査書や記録を残した人物を指す。
ARK（システム）
サバイバーがサバイバル生活を行っている場所は、実は「ARK」という宇宙上を漂うコロニーであり、地球が浄化される時まで生物種を載せて宇宙を漂っていることが記録などで判明する。上限レベルは190レベル
検体インプラント
サバイバーの腕に埋め込まれた菱形の機械でインベントリ機能を有しているほか、エングラムや探索者の記録などを保管しておける。インベントリに表示されるインプラントからはちびペットの育成状況や自身が撃破したボスの記録を確認することができる。アセンションボス（前述）を撃破することでインプラントのアイコンが変化するほか、モバイル版には恐竜にも埋め込まれている。
テイム
恐竜を仲間にすること。大きく分けて麻酔矢や麻酔銃などで気絶させた後に餌を与える方法（昏睡テイム）、生物に近づいて餌を与える方法（手渡しテイム）があるほか、これらの法則によらない方法を取らなくてはいけない恐竜もいる(特殊テイム)。
キブル
恐竜のテイムの際に有効なペットフードのようなもの。恐竜にとって肉よりも好物なもので卵などを使って作ることができる。
オベリスク
各マップに存在する近未来的なオブジェクトで、原義は「神殿などの記念塔」のこと。モバイル版以外ではボスと戦う空間へのテレポートができる。またマップ間でのアイテムや生物のやり取りができる。また、モバイル版ではアーティファクトを貢ぐことで報酬がもらえたり、ダンジョンへアクセスできるほか、死んだ生物を復活させることができる重要な場所。
アーティファクト
マップ中に点在する洞窟の奥に存在するトロフィーのような人工物。ボス召喚（モバイルでは貢物）に不可欠なアイテム。
アルファ生物
マップ中にごく稀に現れる通常より大幅に強化された恐竜で、テイムできない。倒すと多くの経験値のほか、稀少なアイテムやボスに挑むために必要なアイテムが手に入る。主に体色は赤、黒、白で、通常種より一回り大きく、赤いオーラを纏っている。そして周りの生物を強化する。
TEK生物
マップ中にまれに出現するロボットのような見た目の生物。ジェネシス1の月面エリアに多く存在する。
変種
アベレーションマップで登場する放射線耐性がある生物で、独特の模様があり夜や暗い場所でその模様が光るという特徴のほか、通常種と比べて体力-4%、基礎攻撃力+6%のステータス補正がかかっている。
X種
ジェネシス1マップで登場する模様が異なる生物。野生時にテイム済み生物に対してダメージ-50%、自身の被ダメージ-60％、気絶値2.5倍など大きな能力補正がかけられている。そのほか、倒した際に貰える経験値が2.5倍になっている。ステータス補正としては、体力-3％、基礎攻撃力+5%となっている。
R種
ジェネシス2マップで登場する模様が異なる生物。体力‐3％、基礎攻撃力+5%のステータス補正がある以外は原種と同じ。
エリー種
モバイル版のダンジョン、またはイベント時に出現する模様が虹色に発光している生物。ステータス補正はかかっていないが、交配時の突然変異発生率が高くなっている。また、内部データでは「追加効果を持つ原種の色違い」として扱われているため、ほかの亜種同士、原種と亜種（原種とX種、R種と変種）は交配できない反面、原種とエリー種は交配可能である。
TEK装備・建造物
ボス討伐およびダンジョンでエングラムが入手できる近未来的な装備・建築物。
エレメント
ボス討伐などの報酬などでもらえるたり特定の場所で採掘することにより得られる物質。TEK装備の製作には欠かせないアイテムだ。
OSD（Orbital Supply Drop）
エクスティンクションのマップで上空から降ってくる資源カプセル。中身を入手するには、「防衛戦」と呼ばれる汚染恐竜からカプセルを守るPvEに勝つ必要がある。OSDは難易度によって色が違い敵の数や種類、ウェーブ数が違う。青、黄、赤、紫の順で簡単である。
エレメントノード（通称：ノード）　　　　　　　　　　　　
エクスティンクションの荒廃したエリア（サンクチュアリ、砂漠、フォレスト、雪エリア以外）に出現するオブジェクト。
OSDと同じような「防衛戦」をクリアするとノードを攻撃により掘れるようになる。
MEK/Exo-MEK
前者はエクスティンクションで、後者はジェネシス2でエングラムを獲得できる大型ロボット。前者は戦闘特化型で建造物にダメージを与えることができる。MEKが死んだ場合MEKのインベントリに入っている物は消失する。後者は輸送特化型で体力が少なく持てる重量が多い。そして、Exo-MEKのインベントリ内でエングラムを開放したアイテムを作ることができる。(作業台のようなもの)また設置した建造物を回収することができる。前者のMEKは様々なモジュールを装着することで武器の組み合わせを変えられるほか、特定条件下ではMEK同士の合体もできる。
ちびペット
イベントなどで入手できる小型の生物。ちびペットがレベルアップするとサバイバーのレベル上限も上昇する。ちびペットのレベルアップにはアルファ恐竜を倒す必要がある。

## モバイル版とそれ以外のバージョンについて
モバイル版では、携帯端末でもプレイしやすくするための調節が「アイランド」マップにおいて一部なされている。
- モバイル版では一部生物（ユウティラヌス、ヘスペロルニスなど）が削除された。
- モバイル版では一部の洞窟やTEK洞窟が削除され、崖に差し替えられている。
- モバイル版では、一部琥珀あるいは課金で購入できるアイテムや設計図が多く存在する。
- キブルはモバイル版では生物の卵ごとに種類が異なり、効果的な恐竜も異なる。それ以外ではキブルは「通常」「超級」といった感じの種類分けである[5]。
- カワウソをテイムする際、モバイル以外では魚の死体を直接カワウソに渡す方法だったが、モバイル版では魚肉（または大トロ）を直接渡す方法に変更された。
- モバイル版では、通貨のようなアイテム「古来の琥珀」が追加。課金やフリーギフトなどとして入手可能で、一部アイテムの作成にも使える。すり鉢で砕くと「激しい塵」というアイテムとなる。サバイバーが死亡してもロストしない。
- マンモスの咆哮効果はモバイル版では削除された。その代わりモバイル版では「サイドサドル」というアイテムを装着できる。
- モバイル版のドードーはブリーディングを繰り返すとサイズが大きくなる。一定サイズ以上になると「ドードーの羽」が入手できるようになる（モバイル版以外にない機能の1つ）。
- モバイル版以外では「ラグナロク」のみに生息するグリフォンがモバイル版「アイランド」に登場する。ただしテイムするには、モバイル版以外では前提条件は特になかったが、モバイル版でテイムする際、「レベル85以上」「金の王冠をつけている」「グリフォンと同じ名前かつレベル40以上」のいずれかの条件が求められるようになった。
- モバイル版以外ではブリーディング不可能だったグリフォンがモバイル版ではブリーディングできる。ただし固有名の後ろ2~3文字が同じグリフォン同士でないと交配できない。
- リードシクティスはモバイル版以外だといかだに攻撃を加えるが、モバイル版ではいかだを襲わない。
- モバイル版のトゥソテウティスは、モササウルスを掴めない。
- ユニコーンのテイムには、モバイル版以外は通常エクウス同様、人参が効果的。しかしモバイル版ではテイム時は「グリフォン卵のキブル」しか食べない。
- モバイル版では、ユニコーンはジャンプ時に虹のエフェクトが出るほか、虹色の糞を排出する（食べると視界が虹色になる）。この糞でリードシクティスを釣ることができる（モバイル版以外にない機能の1つ）。
- モバイル版のオベリスクではボスに挑めない。その代わりダンジョンに移動できる。
- モバイル版ではアーティファクトをオベリスクに捧げると報酬がもらえる（モバイル版以外にない機能の1つ）。
- 一部のエングラムがモバイル版では差し替えられている[6]。
- オベリスク、あるいは「蘇生場所」で琥珀を消費して死亡した生物を復活させることができる（モバイル版以外にない機能の1つ）。
- 蜂蜜を入手するにはモバイル版以外は蜂の巣を攻撃するか、イキオオミツバチの女王蜂をテイムする必要があるが、モバイル版は「蜂の巣」というエングラムが存在する。
- モバイル版では、ミッション機能が存在する。